# Geismar (Eichsfeld)
Geismar est une commune allemande située dans l'arrondissement d'Eichsfeld en Thuringe.

## Géographie

Situation de Geismar dans l'arrondissement

Geismar est située dans le sud de l'arrondissement, dans l'Obereichsfeld, au cœur du Parc naturel d'Eichsfeld-Hainich-Werratal, à la limite avec l'arrondissement d'Unstrut-Hainich et avec celui de Werra-Meissner en Hesse. La commune fait partie de la Communauté d'administration d'Ershausen-Geismar et se trouve à 20 km au sud de Heilbad Heiligenstadt, le chef-lieu de l'arrondissement.

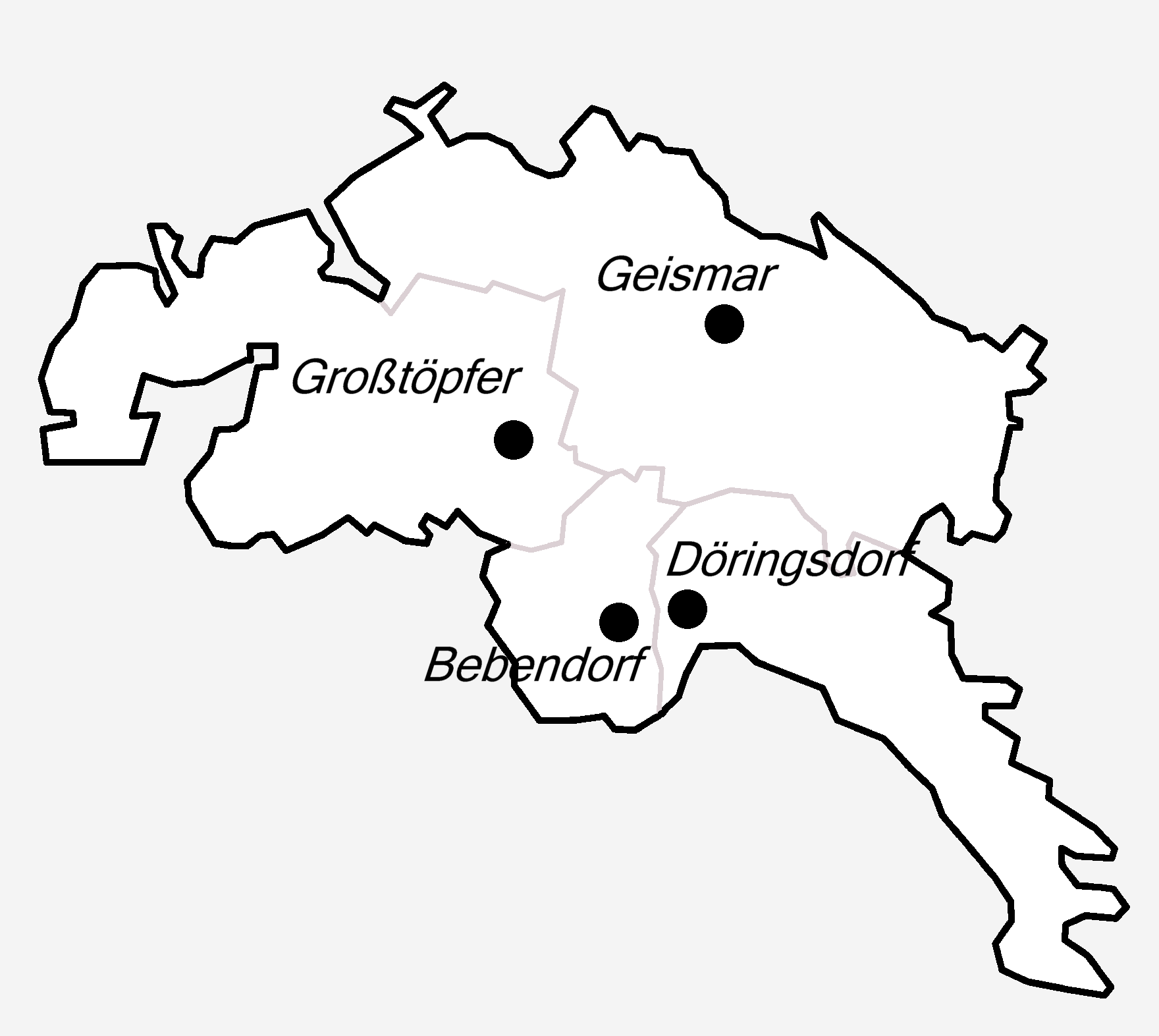
Les différents villages de la commune

La commune est composée des quatre villages de Bebendorf, Döringdorf, Geismar et Großtöpfer.
Communes limitrophes (en commençant par le nord et dans le sens des aiguilles d'une montre) : Schimberg, Lengenfeld unterm Stein, Pfaffschwende, Kella, Sickerode et Wanfried.

## Histoire
La première mention écrite de Geismar date de 1269. À cette date, le village, installé un peu plus au sud, sur la colline de Hülfensberg possède une église qui dépend de l'abbaye d'Anrode.
Pendant la Guerre de Trente Ans, en 1641, le village est incendié par les troupes suédoises. Il est ensuite ravagé par une épidémie de peste en 1682.
Geismar a appartenu à l'Électorat de Mayence jusqu'en 1802 et à son incorporation à la province de Saxe dans le royaume de Prusse. De 1807 à 1813, Geismar a fait partie de l'éphémère royaume de Westphalie.
Un grand incendie détruit à nouveau le village en 1825.
Geismar, occupé par les troupes américaines le 4 avril 1945 fut inclus en juillet dans la zone d'occupation soviétique après la Seconde Guerre mondiale avant de rejoindre le district d'Erfurt en RDA. Appartenant à la zone de sécurité car situé à moins de 5 km du rideau de fer, 1/3 des habitants quittèrent le village dans les années 1950 pour la RFA.

## Démographie
Commune de Geismar dans ses limites actuelles :
| 1910  | 1933  | 1939  | 1995  | 2000  | 2004  | 2010  |
| ----- | ----- | ----- | ----- | ----- | ----- | ----- |
| 1 559 | 1 605 | 1 550 | 1 346 | 1 325 | 1 301 | 1 174 |

## Monuments

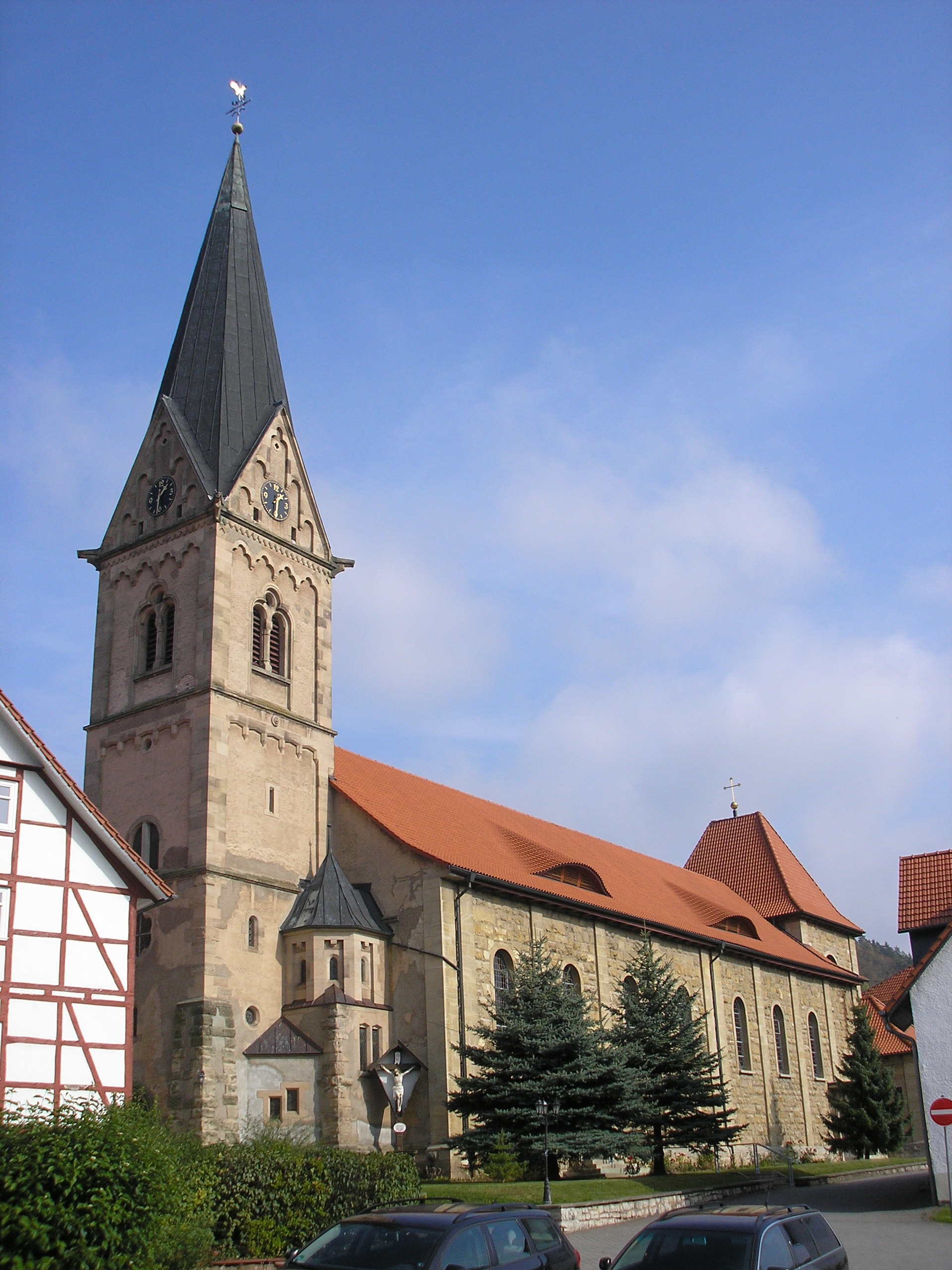
L'église du village.

- Église de style roman du monastère franciscain de Hülfensberg, pèlerinage existant depuis 1351.

- Ruines du château médiéval (fin du XIVe siècle de Greifenstein à 2 km à l'ouest de Großtöpfer sur le Schlossberg.

## Personnalités liées à Geismar
- Regina von Siebold (1771-1849), médecin et éducatrice